# Hikawa Maru

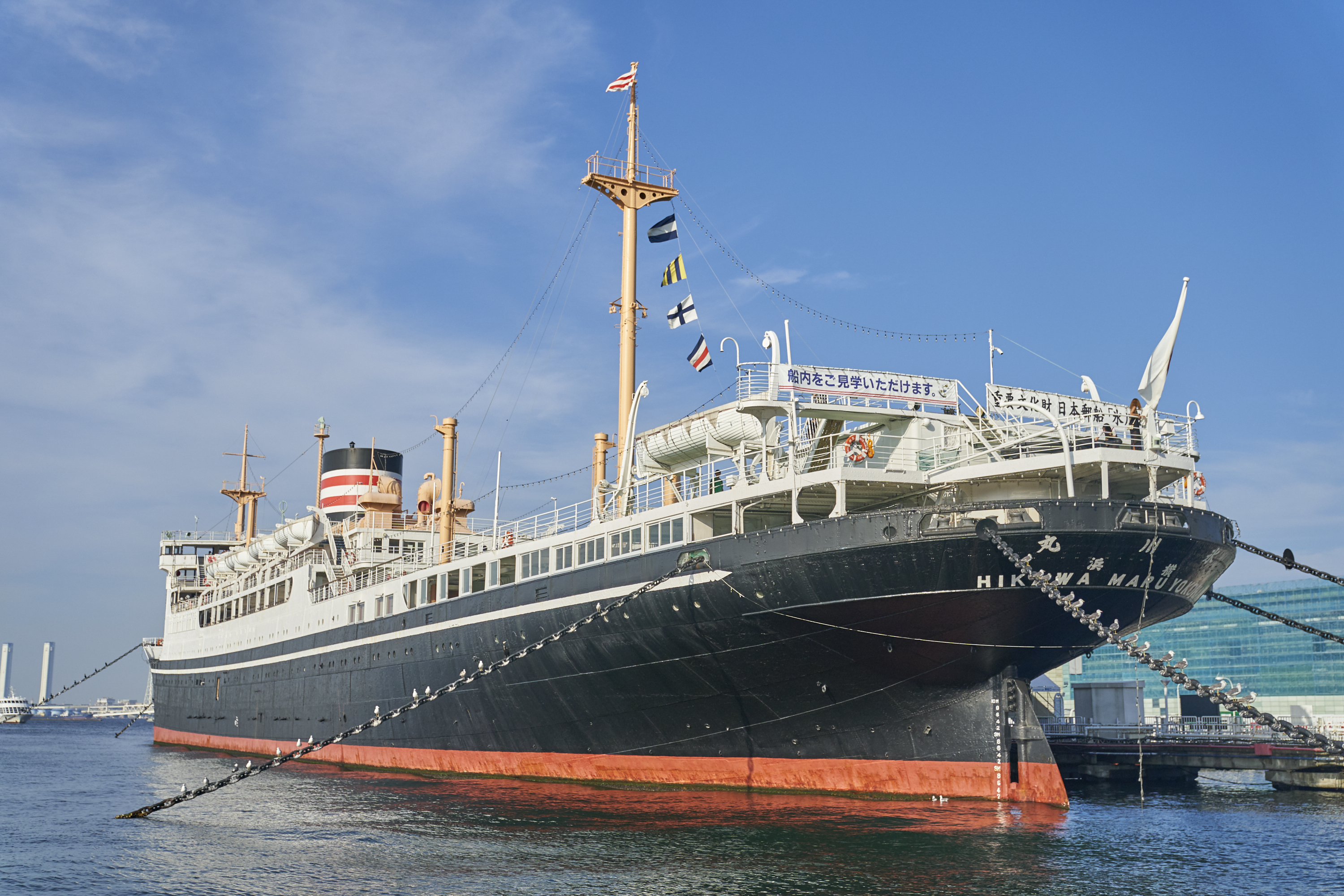
Hikawa Maru vid kajen i Yamashita-parken

Hikawa Maru (氷川丸) är ett japanskt oceangående linjefartyg byggt i Yokohama i slutet av 1920-talet, sjösatt i september 1929. Systerfartygen Hie Maru och Heian Maru sjösattes båda 1930 och sänktes 1943 respektive 1944.

## Historia
Jungfruresan gick från Kobe till Seattle med start den 13 maj 1930. I oktober 1941, några veckor före attacken mot Pearl Harbor, gjorde fartyget en resa till Seattle och blev därmed ett av de sista japanska fartyg som besökte en amerikansk hamn innan USA drogs in i kriget. Under andra världskriget konverterades Hikawa Maru till sjukhusfartyg (och var därför det ena av bara två större japanska passagerarfartyg som överlevde kriget), sedan till lastfartyg efter krigets slut och sedan återigen till passagerarfartyg under 1950-talet. Sedan 1961 är fartyget förvandlat till museum och ligger permanent vid kaj i Yamashita-parken i Yokohama.
Hikawa Maru uppmärksammades för sin art deco-inredning. Charlie Chaplin reste med fartyget på sin världsturné 1932 och Jigoro Kano dog ombord på fartyget i maj 1938.

## Fotogalleri

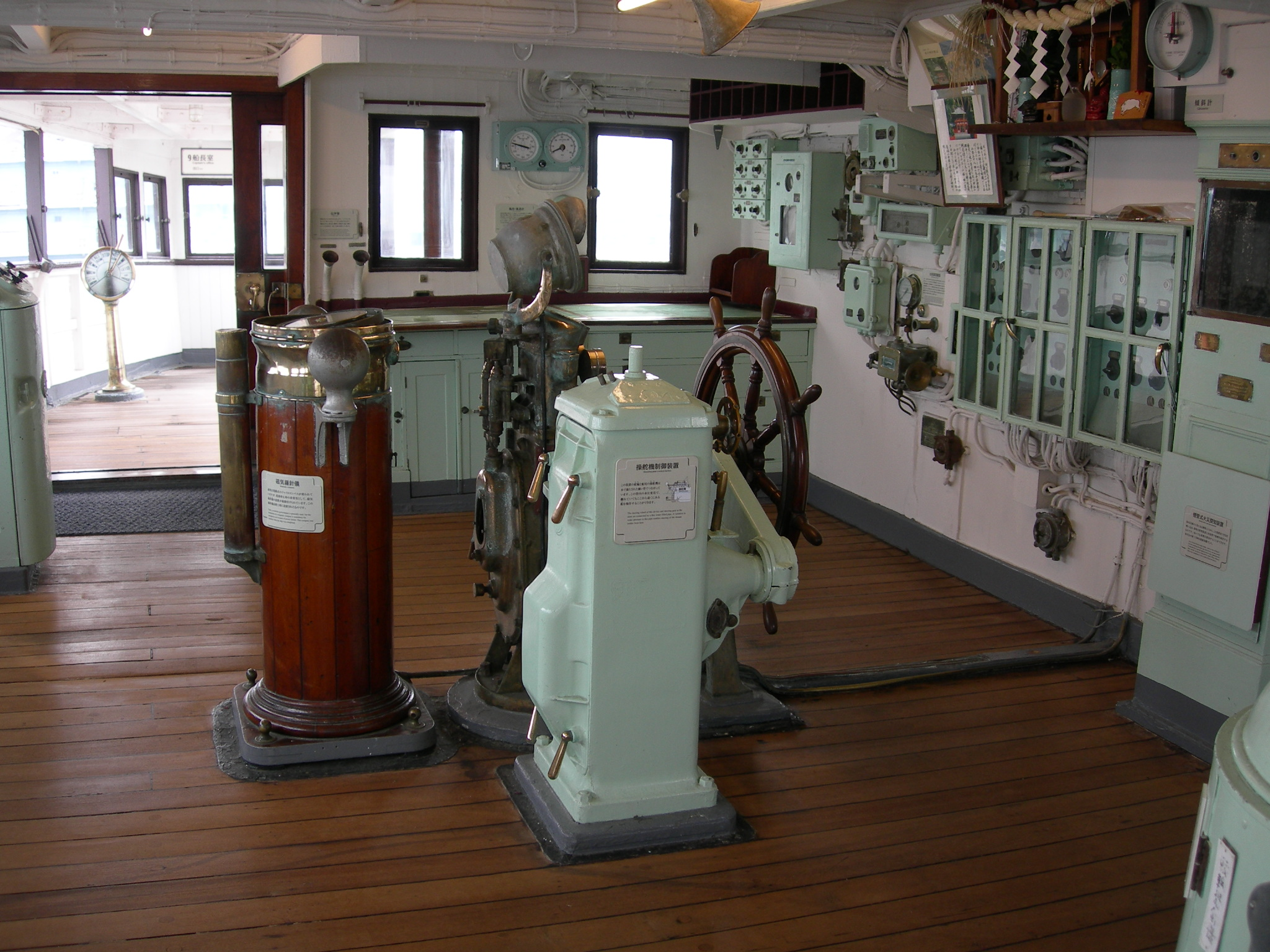
Skeppsratten på fartygets kommandobrygga
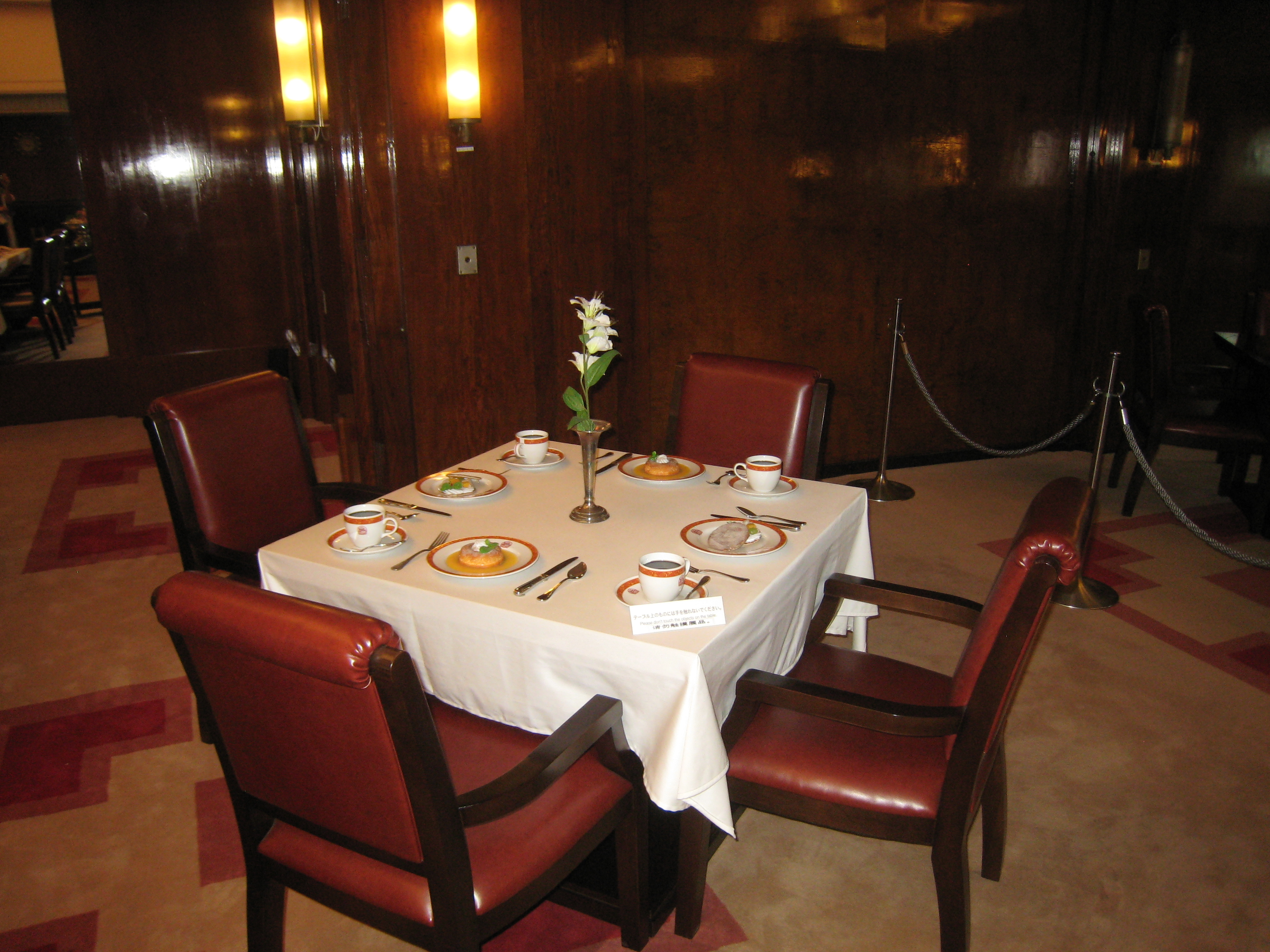
Restaurang ombord
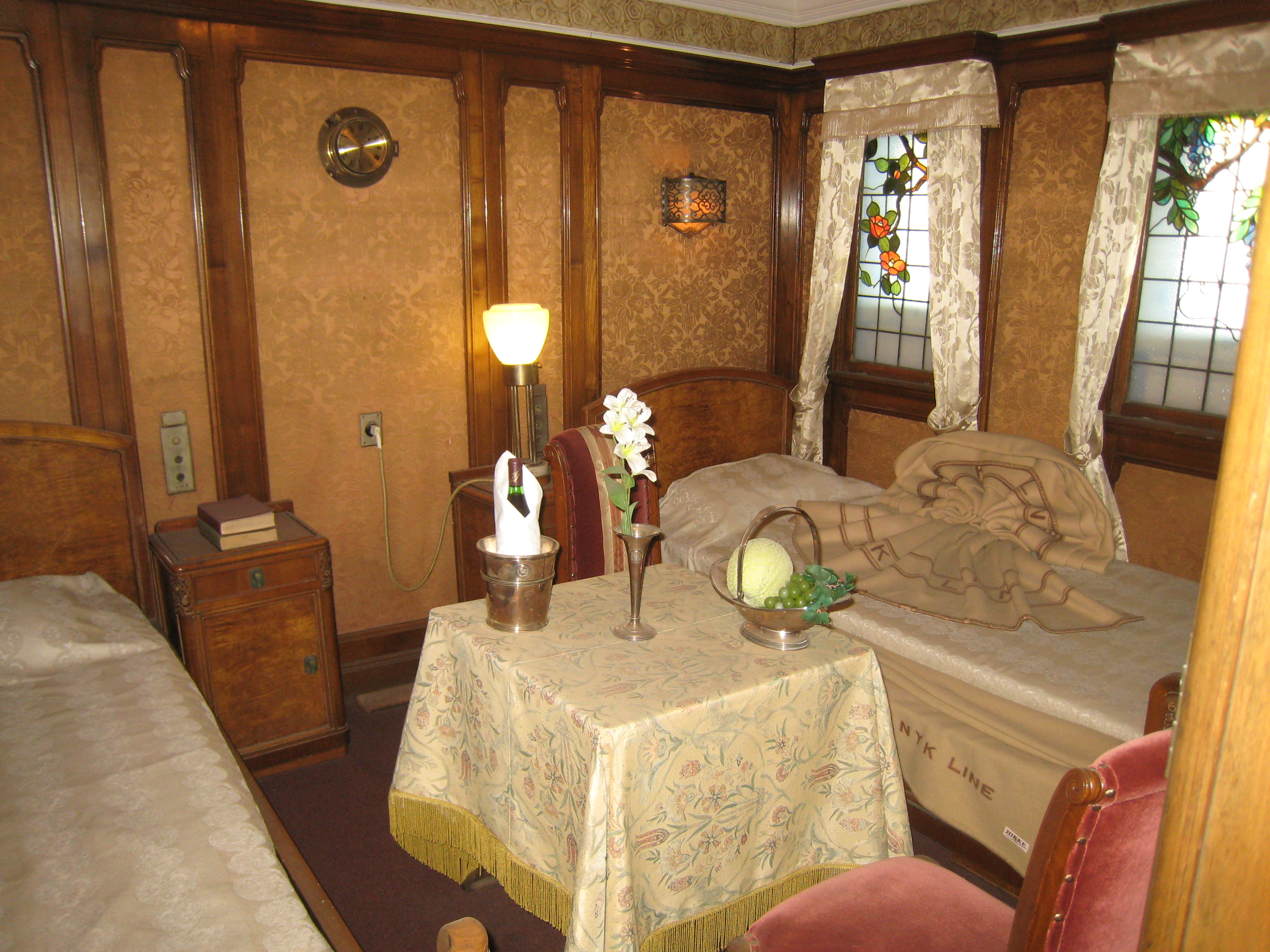
Sovrummet i en lägenhet ombord
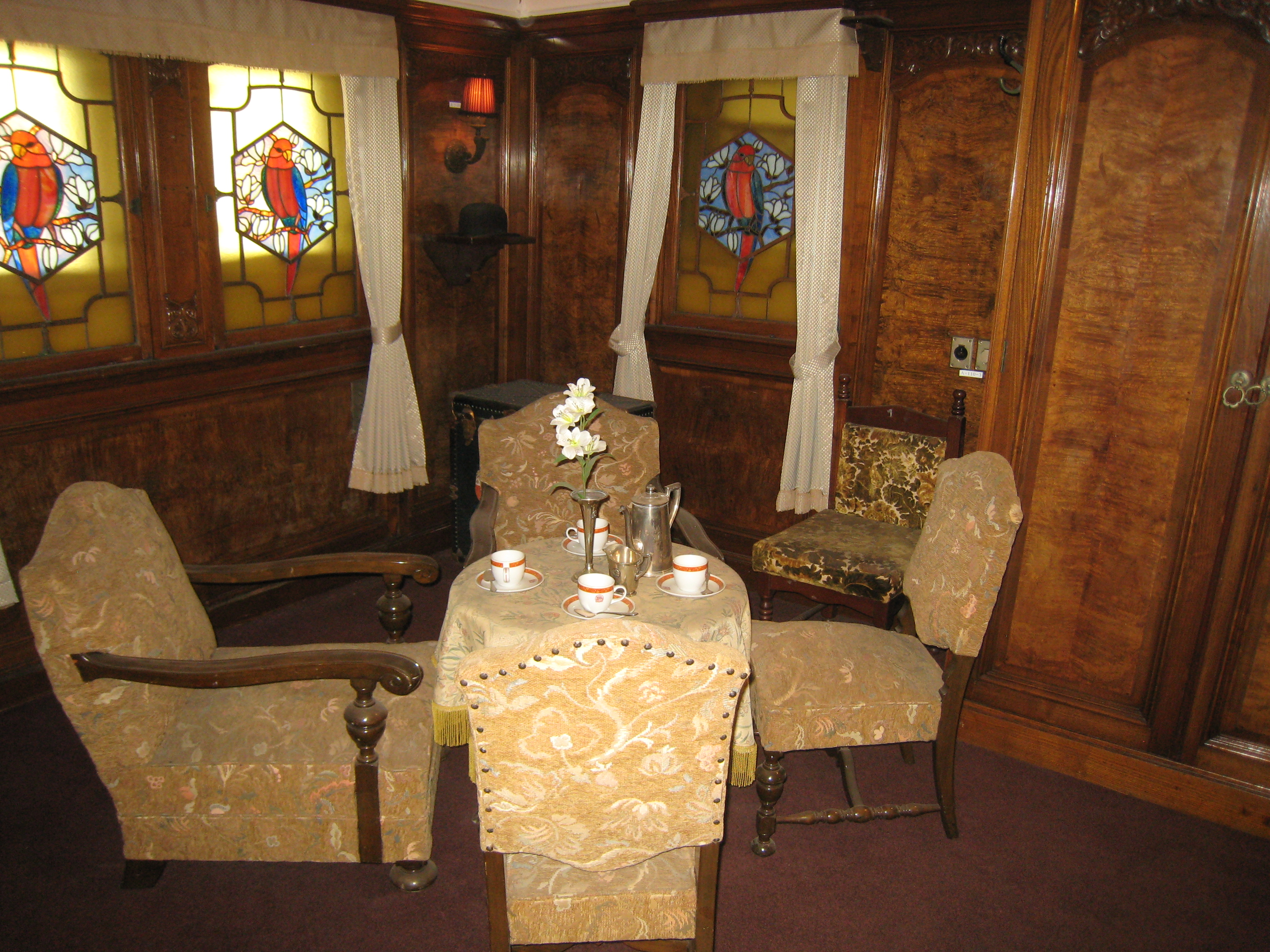
Salong i en lägenhet ombord